# Kuhlia marginata
Kuhlia marginata är en fiskart som först beskrevs av Cuvier 1829.  Kuhlia marginata ingår i släktet Kuhlia och familjen Kuhliidae. IUCN kategoriserar arten globalt som livskraftig. Inga underarter finns listade i Catalogue of Life.